# Punk italien
Le punk italien désigne la culture et le mouvement punk rock en Italie.

## Histoire

### Contexte italien
En Italie, l'émergence du punk rock se fait en 1977, en parallèle à d'autres pays frontaliers. À cette période, Les Stooges sont presque aussi ignorés que les Ramones, et éclipsés par l'explosion du punk britannique, en particulier par le phénomène médiatique généré par les Sex Pistols. C'est avec la sortie de l'album Never Mind the Bollocks que le punk commence à envahir les grandes villes et attire l'intérêt des fanzines italiens.
Bien avant, en 1974, le terme de « punk » est attribué par le magazine Ciao 2001 à Edoardo Bennato, et, entre 1977 et 1979, à des musiciens comme Anna Oxa, Donatella Rettore et Ivan Cattaneo. Mais dès 1976, après la sortie de Anarchy in the U.K., sorti le 26 novembre, les médias et les militants de gauche commencent à se méfier du punk qui le trouveront souvent nihiliste, et politiquement incorrect. L'un des premiers shows télévisés italiens à parler positivement de punk est L'altra domenica animé par Renzo Arbore. Les premiers reportages sur le mouvement sont réalisés par des revues comme Ciao 2001 et Popster et, parmi les producteurs de disques, il faut mentionner Carlo Basile de RCA Italiana, qui fait publier la première compilation au titre phare de Punk Collection, et une activité inlassable de promotion des groupes protopunk et post-punk dans la péninsule.
Les premiers groupes à tenter une version italienne de la « plus grande escroquerie du rock 'n' roll » comprennent les Aedi avec leur 45 tours Fratelli d'Italia/La Bomba Atomica, Andrea Mingardi Supercircus avec le titre parodique Pus, Gli Incesti avec l'album Ecco, et Enter 'O Clisma avec leur « punk napolitain » au « goût douteux ». Vers la fin de l'année 1976, le Centro d'Urlo Metropolitano bolonais, formation liée au mouvement de 1977 et future Gaznevada, compose son morceau Mamma dammi la benza, qui est assidûment diffusé sur la radio libre Radio Alice.
Malgré la réticence des médias et la méfiance du public, entre 1977 et 1979, le punk connaît une expansion croissante et un nombre de plus en plus élevé de formations disséminées en Italie. Cependant, ce territoire s'avère, pour la plupart, peu enclin à accueillir le punk, décrétant une plus grande affirmation de celui-ci là où les structures de production étaient plus à portée de main. C'est ainsi que, par nécessité et par idéologie, l'attitude DIY commence à se développer, ce qui permet au mouvement punk de compenser le manque d'instruments qui lui est dédié. C'est ainsi que naissent de plus en plus de labels, qui éditent souvent des cassettes réalisées dans des home studios, pour un réseau de distribution souvent constitué de centres communautaires, de concerts et de fanzines auto-produits. C'est ensuite dans l'édition augmentée de l'Enciclopedia del Rock  (Fratelli Fabbri Editore, 1977) de Nick Logan et Bob Woffinden en 1979 qu'apparaît la première entrée pour le punk italien, dans laquelle sont mentionnés les milanais de Decibel avec leur album intitulé Punk (Spaghetti Records, 1979) et les romains d'Elektroshock pour un de leurs concerts dans lequel le chanteur se fait couler du sang sur scène avec une seringue, puis le jette sur le public.
C'est précisément à l'occasion du concert des Clash en 1980, organisé par la municipalité de Bologne sur la Piazza Maggiore, que, grâce à la protestation de certains punks au cri de « Crass not Clash », la présence de l'anarcho-punk devient évidente en Italie également, ce qui donne ensuite naissance au punk hardcore italien, inspiré par le punk pro-anarchiste d'Angleterre et des États-Unis et, en partie, par le sens nihiliste et destructeur du « dark english ».

### Bologne
Bologne reconnue par les critiques comme la ville qui devient la première à développer le savoir-faire italien du punk rock, en traitant les influences de la nouvelle musique punk qui se répand dans le monde occidental à la fin des années 1970. Le nu jazz et la musique expérimentale, la new wave et la no wave et, bien sûr, le punk, trouvent un terrain fertile et des structures capables de les accueillir dans la Bologne d'après les années 1970, où l'esprit de mouvement est fort. Il convient de noter la forte présence du DAMS (Discipline delle arti, Della Musica e dello Spettacolo), qui attire dans la ville des artistes et des musiciens de toute l'Italie, et le travail de la station de radio libre Radio Alice, qui diffuse de nouvelles tendances et des productions locales indépendantes. La Traumfabrik de Filippo Scòzzari et Giampiero Huber est alors le lien entre Bologne et les magazines romains de bandes dessinées Cannibale et Il Male, qui, avec le Red Ronnie's Bazaar, publient souvent des articles sur les groupes bolonais. C'est dans ce contexte qu'est fondé en 1977 Harpo's Bazaar d'Oderso Rubini, qui publie en quelques années certains groupes de la scène punk tels que Skiantos, Windopen, Gaznevada et Luti Chroma, tous strictement sur cassette. Le premier album de ce qui deviendra plus tard Italian Records est Inascoltable de Skiantos. Il convient également de mentionner deux concerts de 1979 du premier punk bolonais : le concert Gaznevada Sing Ramones, qui se tient pendant trois soirées consécutives au Punkreas de Bologne, au cours duquel le groupe à l'esprit situationniste flagrant joue l'intégralité du disque des Ramones à toute vitesse, et Bologna Rock, un festival qui s'est tenu au PalaDozza et qui voit défiler sur scène les meilleurs groupes de la scène punk rock et new wave bolonaise de l'époque : Gaznevada, Windopen, Luti Chroma, Skiantos, Bieki, Naphta, Confusional Quartet, Andy J. Forest, Frigos et Cheaters.
La même année naît RAF Punk, groupe d'anarcho-punk basé au centre social Cassero, auteur d'Attack Punkzine, embryon du futur Attack Punk Records de Jumpy Velena, qui publie des groupes émiliens comme Irha, Anna Falkss, Bacteria, Stalag 17, CCCP - Fedeli alla linea et Disciplinatha, des toscans I Refuse It! des groupes piémontais 5° Braccio et Kollettivo, des Marches Rivolta dell'Odio et Cracked Hirn, de la Campanie Underage et Contropotere.

### Pordenone (The Great Complotto)
Vers 1976, les premières expériences musicales commencent à se développer à Pordenone, ce qui conduira plus tard à la formation de ce mouvement urbain qui s'appellera plus tard The Great Complotto, dans les rangs duquel figure Gian Maria Accusani et qui connaîtra son apogée avec la publication de la compilation Pordenone/The Great Complotto par Italian Records d'Oderso Rubini,.

### Milan
À Milan, à la fin des années 1970, les premiers groupes influencés par le punk rock comprennent notamment Krisma de Maurizio Arcieri (ancien chanteur du groupe de beat I New Dada, puis chanteur dans les années 1960) et Christina Moser, Gli Incesti des frères Leo et Antonella, qui sortent en 1977 leur unique album intitulé Ecco... Gli Incesti et les Decibel dans lesquels jouent Enrico Ruggeri, qui non seulement reprennent God Save the Queen lors de leurs concerts, mais sont également les auteurs du LP intitulé Punk datant de 1978.

### Punk revival
Le revival et le deuxième (ou troisième) retour du punk rock qui envahit les États-Unis et l'Europe à partir de la seconde moitié des années 1990, grâce au succès d'albums tels que Dookie de Green Day et Smash des Offspring, qui permettent aux groupes de punk rock d'atteindre pour la première fois des niveaux de réussite jamais connus, même dans la saison punk britannique (les deux albums se sont vendus ensemble à plus de 25 millions d'exemplaires), se font sentir en Italie. C'est en particulier le pop punk et surtout le hardcore mélodique d'inspiration californienne (NOFX, Bad Religion, Lagwagon...) qui influencent le plus les groupes italiens. En fait, Punkreas, Derozer, Porno Riviste et SenzaBenza sont les groupes qui connaissent le plus grand succès commercial en Italie, suivis quelques années plus tard par Sun Eats Hours, Peter Punk, Moravagine, et partiellement par Shandon et Meganoidi (principalement des groupes de ska punk), par le succès bref mais intense des groupes frioulans Prozac+ et Sick Tamburo, et par d'autres groupes tels que Tre Allegri Ragazzi Morti.